# Estuaire de la Gerfleur
L'estuaire de la Gerfleur ou havre de Carteret est un estuaire de France qui constitue l'embouchure du fleuve côtier la Gerfleur.
L'estuaire borde un petit hameau à l'architecture typique, le village du Tôt rendu célèbre par la Mère Denis qui y avait son lavoir et par Nicolas Dutot (son nom vient du hameau) qui y a passé son enfance.

## Géographie

### Localisation
Il est situé au cœur de la commune de Barneville-Carteret dans la Manche. Abrité du vent d'ouest par la falaise du cap de Carteret, il est bordé au nord-ouest du bourg de Carteret et son port d'échouage, au nord par les  installations portuaires du bassin à flot et le "vieux Carteret", au nord-est par le bourg de Barneville-sur-Mer et au sud-est par Barneville-Plage construit sur le cordon dunaire et longé par la Grande Plage de Barneville à Portbail; au fond du havre, à l'est, au-delà de la digue qui porte la route D130 qui relie le bourg à Barneville-Plage, se trouve le hameau Les Rivières. 

### Description
Caractérisé par le marnage important spécifique de cette côte mégatidale, ce havre se vide complètement à marée basse (excepté le port à flot), commence à se remplir à mi-marée et présente à marée haute aux grandes marées une surface couverte d'eau d'environ 100 hectares. 
L'ensemble du site est entouré : digue insubmersible, quais et cale à l'ouest, digues protégeant les habitations riveraines puis les champs des envahissements maritimes aux grandes marées au nord, la digue routière à l'est et au sud un mur ceinturant les constructions de Barneville-Plage. Cet aménagement du port fixant le havre et son embouchure date de la deuxième moitié du XIXe siècle.
La Gerfleur, après avoir traversé la ligne de chemin de fer du train touristique du Cotentin, bordé le hameau du Tôt et irrigué le lavoir de la mère Denis, débouche dans le havre dans sa partie la plus nord. Avant son embouchure maritime elle reçoit deux affluents; le fleuve, ce ruisseau prend son origine à Saint-Georges-de-la-Rivière, court d'est en ouest derrière le cordon dunaire, franchit la digue-route et court dans le fond du havre avant de rejoindre la Gerfleur; le ruisseau des Douits, d'axe nord sud, couvert dans sa traversée du bourg de Carteret a son origine à l'est du massif dunaire d'Hatainville; il débouchait au fond du petit port ou port américain avant  la construction du bassin à flot. Officiellement son embouchure se situe en aval de la porte du port inauguré en 2021, devant la gare maritime.

### Environnement

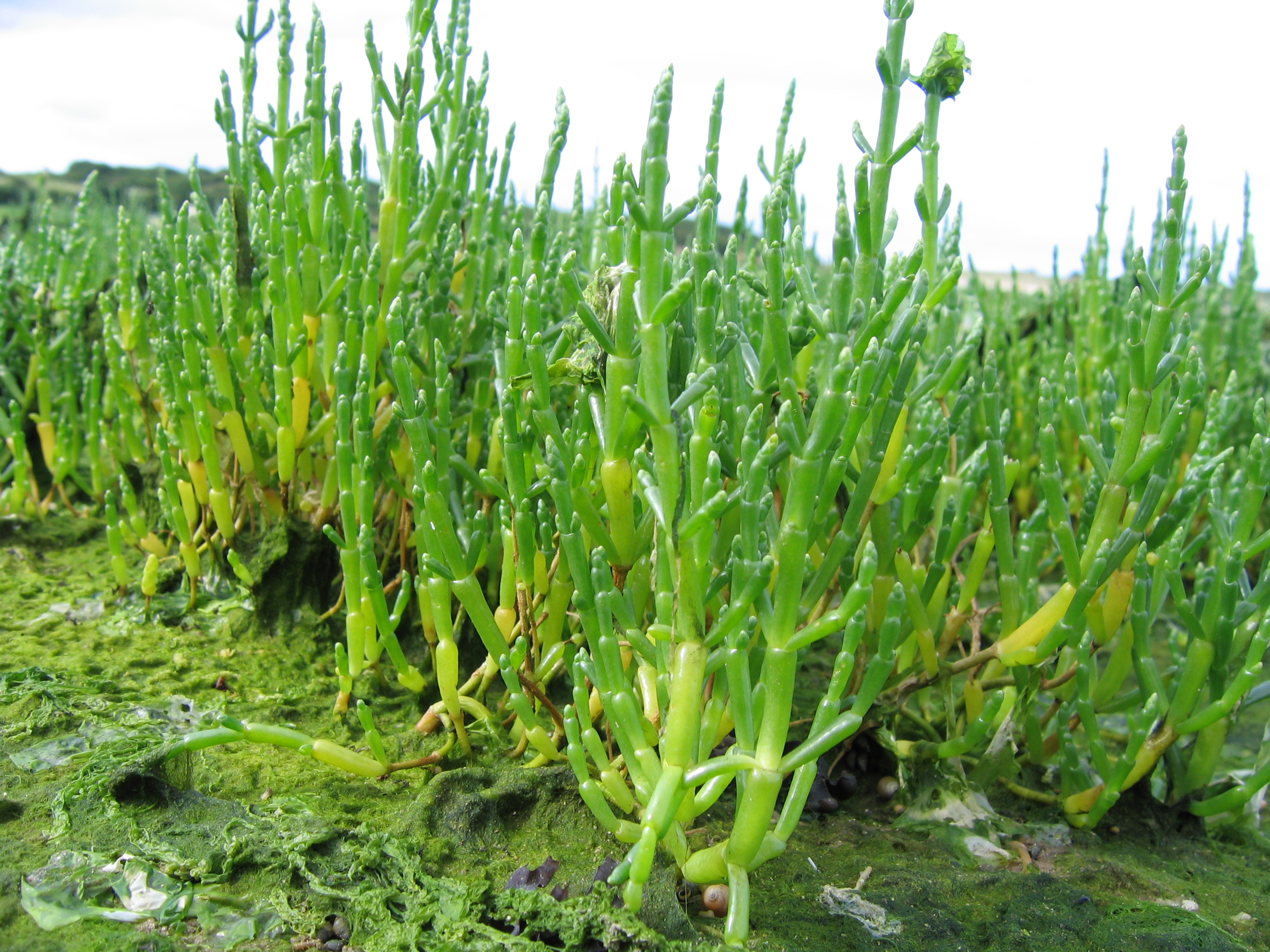
La Salicorne

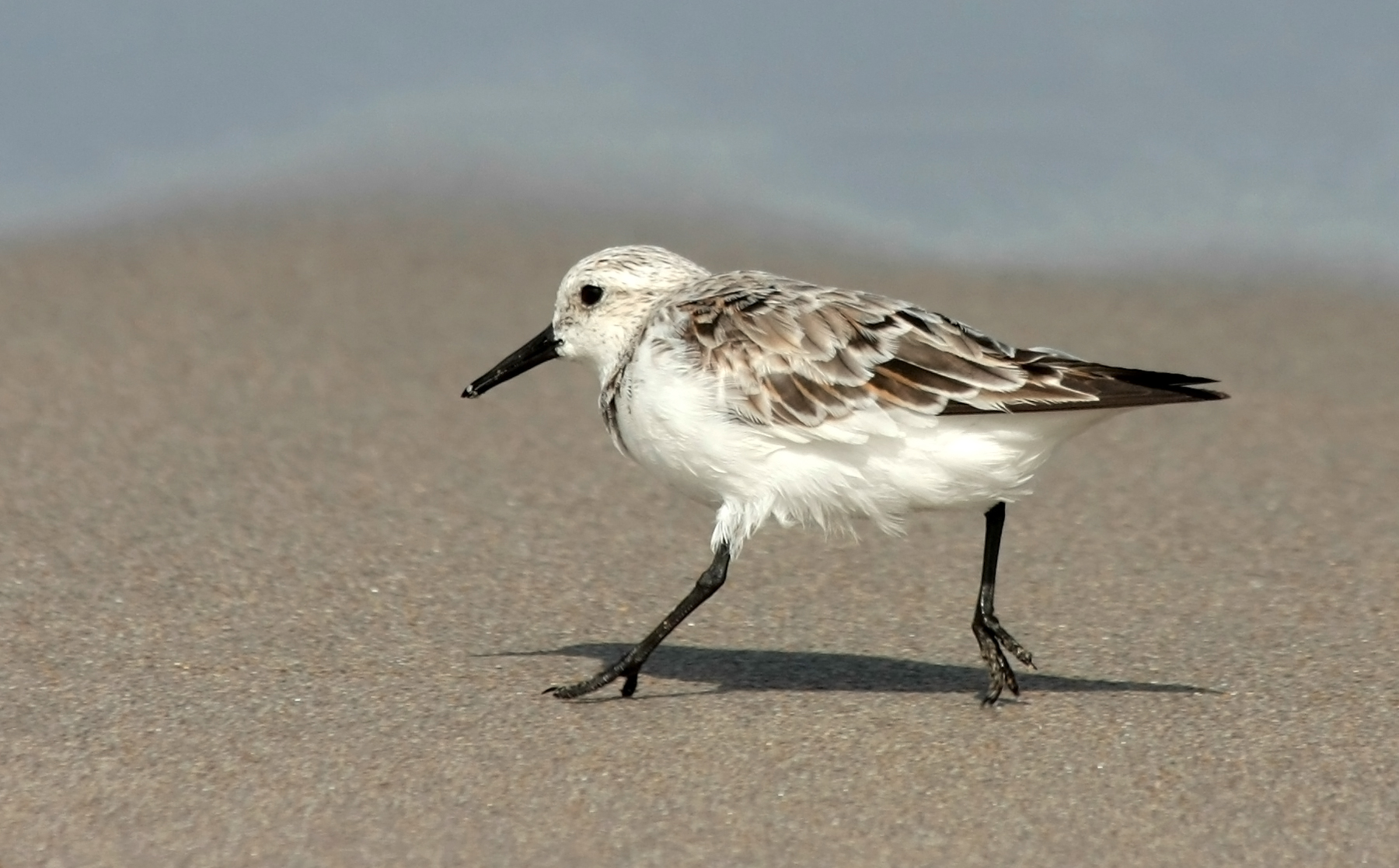
le Bécasseau Sanderling

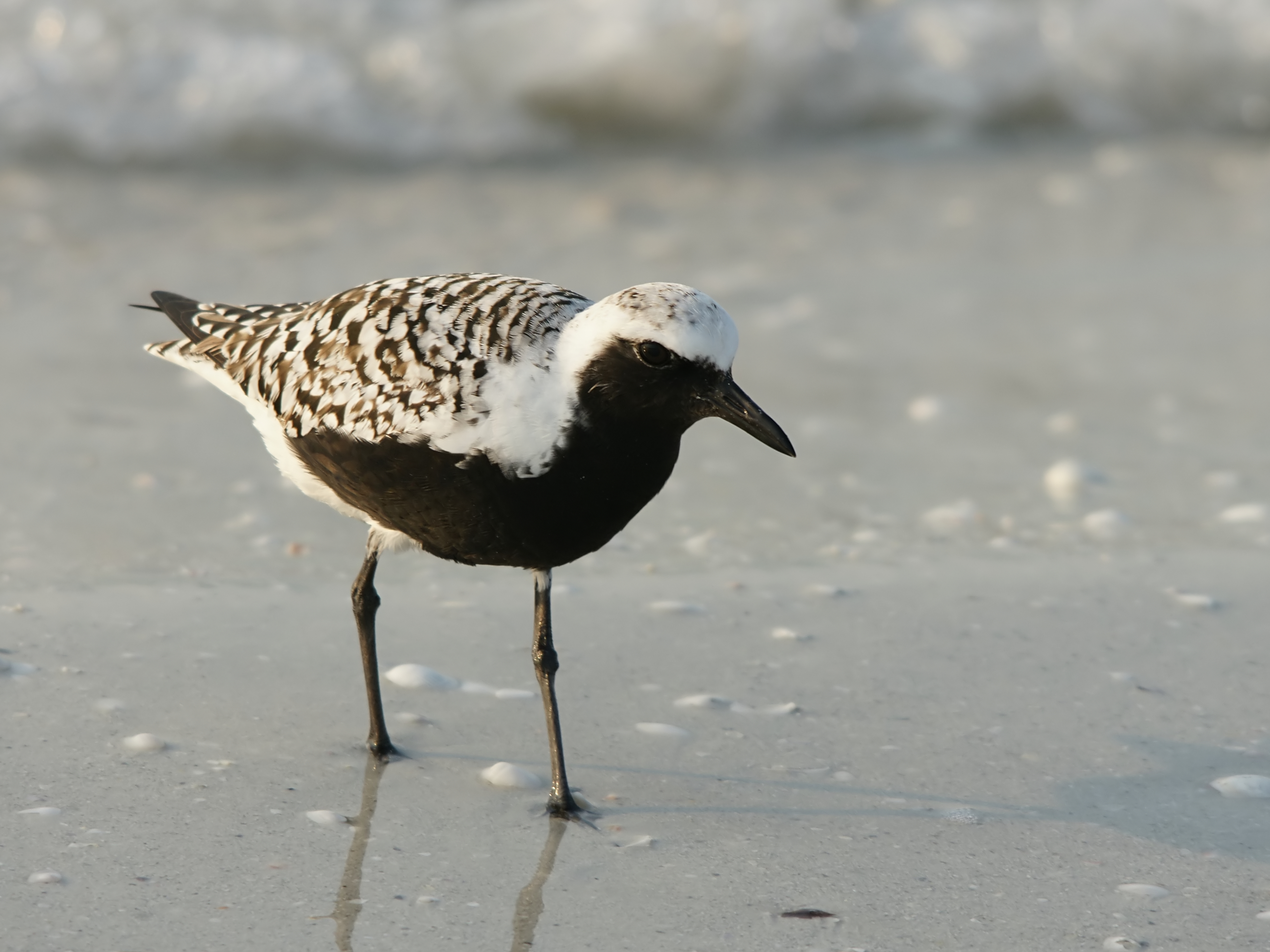
Le pluvier argenté (plumage d'été)

Cette zone est régulièrement l'objet à la fois d'études et, de projets mais aussi de procès souvent enclenchés par les associations de protection de l'environnement pour la sauvegarde du site dans son état naturel. Soumis au balancement des marées, l'estuaire offre des biotopes favorables à différentes espèces animales et végétales.
On peut y observer plusieurs espèces halophiles dont certaines sont plutôt rares: Salicorne, Statice oreille-d'ours, Frankénie lisse.
Ainsi que des algues peu répandues comme La Bostryche à queue de scorpion, qui s'accroche aux touffes d'Obione.
Site Ornithologique intéressant, l'estuaire est un lieu d'hivernage de certains oiseaux :
- Grèbe castagneux;
- Plongeon catmarin;
- Tournepierre à collier;
- Chevalier gambette;
- Huîtrier pie;
- Pluvier argenté;
- Bernache cravant à ventre pâle, (effectifs d'importance nationale);
- Pluvier grand-gravelot, (effectifs d'importance nationale);
- Bécasseau sanderling, (effectifs d'importance nationale)[2].

## Histoire
L'estuaire de la Gerfleur ou havre de Carteret semble d'origine relativement récente. Au début du Moyen Âge, elle se jette, probablement, plus au sud dans le havre de Portbail. Entre 1027 et 1264, il semble s'être produit une rupture du cordon littoral qui lui offre son aspect actuel.
Au XVIIIe siècle, les goélettes venaient s'y échouer.
De 1710 à 1788, 71 navires de commerce et de pêche y sont mis à l'eau.
En 1731, des aménagements sont réalisés pour remédier à l'ensablement du havre et au déplacement du chenal. En 1880, la jetée insubmersible est construite, ainsi que la digue sud.

## Village du Tôt

### Origines et toponymie
Il s'agit d'une formation toponymique normande. L'appellatif tot est issu du vieux scandinave topt et désignait initialement un « terrain destiné à une habitation », puis « terrain avec habitation, ferme, domaine rural ». Il a également donné la terminaison -tot commune dans les parties de la normandie ayant connu une forte implantation anglo-scandinave. La présence de l'article défini français le est un indice du caractère tardif de ce toponyme. L'accent circonflexe est fautif et dénote une confusion avec l'adverbe français « tôt »

### DuXVIeauXIXe

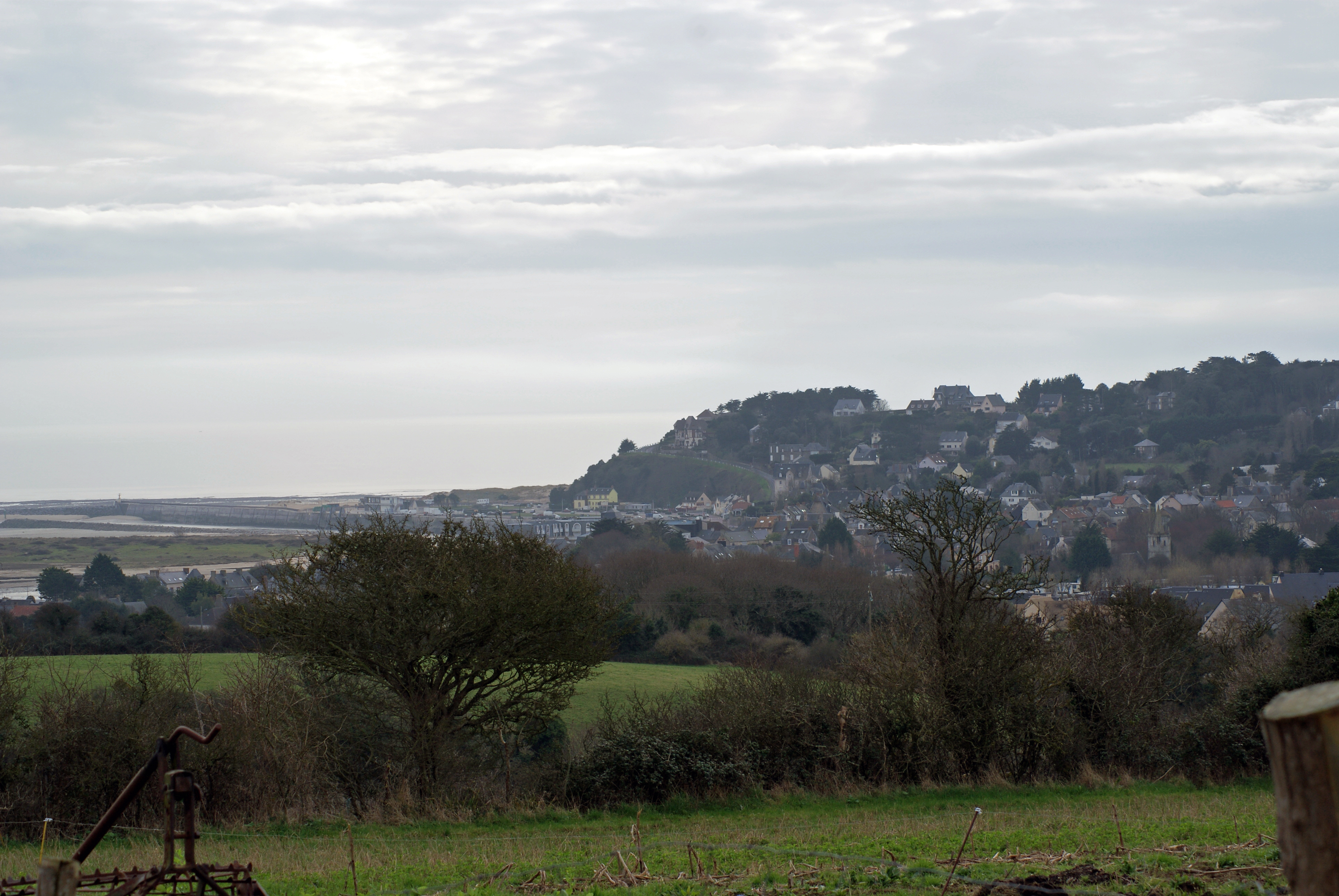
Le cap de Carteret vu du Tôt

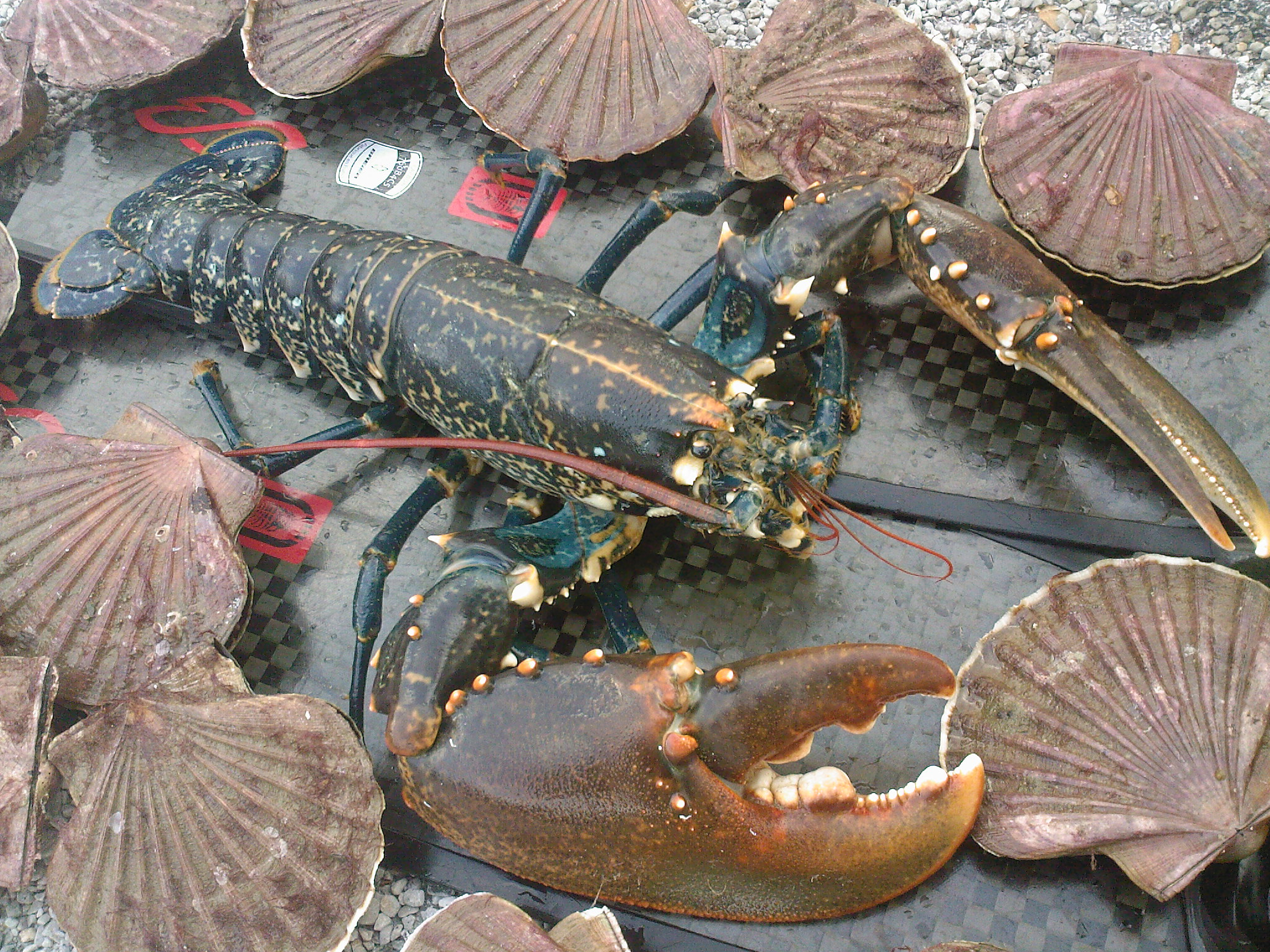
Le homard, principale pêche des tendeurs de basse-eau

Ce que l'on connaît de l'histoire du village commence au XVIe siècle où le Tôt était le lieu de vie de laboureurs, aussi occasionnellement pêcheurs. Ce sont eux qui construisent les plus vieilles maisons que l'on peut encore voir au village.
À cette époque, les toits des maisons sont en chaume.
Vers le XIXe, des tendeurs de basse-eau s'installent. Pêcheurs sans lignes ou embarcations qui installent à marée basse des filets sur les rochers de l'estran. Leur arrivée va contribuer à créer l'identité du village.
En plus de l'activité de la pêche à pied, l'agriculture croît à la fin du siècle. En plus du labourage, les paysans créent des vergers où ils cultivent les pommes pour la cuisine ou pour le cidre.
À cette époque, on y construit le fameux lavoir, sur la Gerfleur ainsi qu'une petite halte sur la ligne de Carentan à Carteret, encore debout aujourd'hui et réhabilitée en maison d'habitation. De nos jours, cette ligne de chemin de fer est empruntée par le Train touristique du Cotentin.
Il s’établit alors, outre la pêche et l'agriculture plusieurs petits métiers artisanaux exercés par les habitants qui ne sont ni pêcheurs, ni agriculteurs : lavandière, garde-barrière ou encore charpentier de marine, comme Adrien Dutot, le père de Nicolas Dutot, économiste fondateur de l'étude quantitative des phénomènes économiques qui passa son enfance au village.
Le village devient alors un lieu représentant de la vie simple, sans modernisme ni industrialisation où il n'y a pas de petites économies, ainsi que le goût du travail bien fait (essentiellement l'artisanat, manuel et traditionnel). Le village ne sera jamais industrialisé ou modernisé. Il gardera cette image et cet aspect jusqu'à nos jours.

### À partir duXXesiècle
À la belle époque, dans les années 1930 et ensuite, Barneville-Carteret fait partie des stations balnéaires des « bains de mer » et des « premiers congés payés ». Le petit fleuve qui borde le village, la Gerfleur, est navigué par les plaisanciers à bord de radeaux ou de petits canoës. Beaucoup de citadins en villégiature passent par le Tôt pour y découvrir le terroir local, les habitants et la douceur de vivre.
Pendant la Seconde Guerre mondiale, le village subit sans grande tragédie l'occupation allemande. Les principales réquisitions étant faites par des soldats de l'armée du général Romel, n’ayant pas une réputation sordide de leur comportement avec les civils..
À la libération, une ancienne garde barrière, Jeanne Marie Le Calvé, s'installe au village et se reconvertit en lavandière (une des dernières de France). Cette mère de famille sera remarquée en 1972, par les publicitaires de la marque Vedette qui lui donneront le sobriquet de « mère Denis » et viendront tourner leurs publicités au village du Tôt.
La renommée de la philosophie de la mère Denis et du hameau lui-même traversent les frontières.
Aujourd'hui, le site est toujours resté à son état de hameau, l'urbanisation nouvelle est encore à plus de 400 mètres.
Néanmoins, en 2010, le Conseil général de la Manche étudie un projet pour augmenter de 400 places la capacité d’accueil du port de plaisance de Barneville-Carteret, et cela  sur une partie du territoire du hameau encore jamais urbanisé.

## Projets controversés
Le conseil général veut creuser le nouveau bassin à flot de 400 places en continuité de l’existant vers le fond du havre. Son emprise se fera sur le terrain protégé actuellement par la digue et les champs situés après les dernières maisons du village du Tôt.
La digue en pierres plus que centenaire sera détruite ainsi que la passerelle ; les quais et la zone de carénage se trouveront à proximité immédiate des habitations.
La Gerfleur, grossie du Notte, qui débouche naturellement à cet endroit du havre devra être déviée à 90° pour que ses eaux ne se déversent pas dans le bassin portuaire.
Une ZAM (zone d’activité maritime) sera implantée au sud du village du Tôt, sur des terrains actuellement cultivés, juste au fond des jardins.
Sur l’autre rive de la Gerfleur, au nord du village, le PLU prévoit l’édification d’un casino et d’une zone d’urbanisation comportant un village de vacances.
En marge de ce projet, les habitants du Tôt et leurs sympathisants ont créé "l'association des amis du Tôt" qui défend le patrimoine et son environnement contre les atteintes qu'il subit ou pourrait subir.
Le premier Bassin à flot de 400 anneaux est inauguré en 1995, le nouveau bassin, dont la porte est située plus en aval sur le secteur étroit au plus fort du courant de flot et de jusant avec un seuil à + 5 mètres, est ouvert depuis juillet 2021 avec 700 anneaux,.

## Catastrophes écologiques et naturelles
La première connue remonte à décembre 1894 quand un incendie ravage la moitié du village, dû notamment en partie à la confection des toits en chaume, matériau très combustible.
À la fin du XXe, alors que cela a déjà été le cas par le passé, le village est plusieurs fois inondé à la suite de la conjonction de plusieurs phénomènes : grandes marées, orages, tempête, écroulement de digue(s)...
Dans la première décennie du XXIe siècle, le hameau subit le stockage, sur un terrain proche du village, en bordure du havre, des boues nauséabondes extraites chaque année du chenal, à grand renfort d’engins de terrassement qui, par leurs passages répétés, détériorent la fragile végétation de la grève.
Avec des incidences similaires, le havre a gravement été endommagé par les passages répétés d'engins de terrassement.

## Personnalités
- Jeanne Marie Le Calvé, dite Mère Denis
- Nicolas Dutot, économiste fondateur de l'étude quantitative des phénomènes économiques.
- Jean Barros, historien du canton, auteur d'ouvrages sur le patrimoine du Tôt.